# Віктор Франкенштейн (фільм)
«Віктор Франкенштейн» (англ. Victor Frankenstein) — американський фільм жахів, заснований на романі «Франкенштейн» Мері Шеллі, знятий Полом Макгігеном та написаний Максом Лендісом. У ролі горбаня Ігоря знявся Денієл Редкліфф, а у ролі Віктора Франкенштейна — Джеймс Мак-Евой. Фільм 20th Century Fox вийшов 25 листопада 2015 року.

## Сюжет
Оповідання йдеться від Ігоря. Молодий асистент дружить зі студентом медучилища Віктором фон Франкенштейном і стає свідком того, як Франкенштейн перетворюється в ту людину, яка створила легенду, що ми знаємо сьогодні.

## У ролях
- Джеймс Мак-Евой — Віктор Франкенштейн[2]
- Денієл Редкліфф — Ігор[2]
- Джессіка Браун Фіндлей — Лорелей[3]
- Ендрю Скотт — Родерік Турпін[4]
- Чарлз Денс — Барон Франкенштейн
- Фредді Фокс — Фіннеган
- Марк Гатісс — Деттвейлер[5]
- Каллум Тернер — Алістер[6]
- Спенсер Вайлдінг — Потвора Франкенштайна
- Луїза Брілі — красуня
- Адам Нагайтіс — Вінтроп (немає у титрах)

## Виробництво
Проєкт був анонсований компанією 20th Century Fox у 2011 році, коли Макс Лендіс почав працювати над написанням сценарію. У вересні 2012 році було оголошено, що пост режисера займе Пол Мак-Гіген. Того ж місяця Денієл Редкліфф почав вести переговори щодо ролі Ігоря, а вже у березні 2013 року його участь у фільмі була офіційно підтверджена. У липні 2013 року Джеймс Макевой отримав роль Віктора Франкенштейна. У вересні того ж року Джессіка Браун Фіндлей приєдналася до акторського складу.
У жовтні 2013 року дата виходу фільму була перенесена з 17 жовтня 2014 року на 16 січня 2015. У березні 2014 року реліз був знову перенесений на 2 жовтня 2015.

### Зйомки
Основні зйомки почалися 25 листопада 2013 року і закінчилися 20 березня 2014. Загалом вони проходили у Великій Британії з декораціями на студіях Longcross і Twickenham та натурними зйомками на корабельні Чатгему.

## Сприйняття

### Критика
Фільм отримав негативні відгуки: Rotten Tomatoes дав оцінку 18 % на основі 39 відгуків від критиків (середня оцінка 4/10) і 57 % від глядачів зі середньою оцінкою 3,4/5 (23 284 голоси). Загалом на сайті фільми має негативний рейтинг, фільму зарахований «гнилий помідор» від кінокритиків і «розсипаний попкорн» від глядачів, Metacritic — 36/100 (20 відгуків критиків). Загалом на цьому ресурсі від критиків фільм отримав негативні відгуки.

### Визнання
| Нагороди та номінації фільму «Віктор Франкенштейн» | Нагороди та номінації фільму «Віктор Франкенштейн» | Нагороди та номінації фільму «Віктор Франкенштейн» | Нагороди та номінації фільму «Віктор Франкенштейн»             | Нагороди та номінації фільму «Віктор Франкенштейн» | Нагороди та номінації фільму «Віктор Франкенштейн» |
| Рік                                                | Кінопремія / Кінофестиваль                         | Категорія / Нагорода                               | Номінант                                                       | Результат                                          |                                                    |
| -------------------------------------------------- | -------------------------------------------------- | -------------------------------------------------- | -------------------------------------------------------------- | -------------------------------------------------- | -------------------------------------------------- |
| 2015                                               | Creativity Awards                                  | Нагорода за найкращий творчий дизайн               | Ciara Mcavoy, CMCV Studios, Twentieth Century Fox Film Company | Перемога                                           |                                                    |